# Flaca (canción)
«Flaca» es el segundo sencillo del músico argentino Andrés Calamaro, incluido en su disco solista Alta suciedad, lanzada en 1997 y con más de 395 millones de reproducciones en YouTube. Es el tema más visto y conocido del artista. Ocupa el puesto 23 en la lista Los 100 temas más destacados del rock argentino.

## Historia y grabación
Luego de finalizar una exitosa etapa con Los Rodríguez en 1996, Calamaro inició una segunda etapa como solista que le llevó a Estados Unidos, concretamente a las ciudades de Miami y Nueva York, donde grabó con músicos de estudio el quinto álbum de su carrera, tras los discos Hotel Calamaro (1984), Vida cruel (1985), Por mirarte (1988) y Nadie sale vivo de aquí (1989). Es su primer disco en solitario en la década de los noventa con canciones compuestas en su totalidad por el cantautor. La grabación de sus trabajos se desarrolló desde octubre de 1996 hasta junio de 1997. Fue el segundo sencillo después del lanzamiento del tema «Loco». 
El 9 de septiembre de 1997 se incluyó como quinta canción del disco Alta suciedad.

## Videoclip
En la primera parte se puede observar a Calamaro cantando, rodeado por un grupo de mujeres mostradas en primer plano una por una a medida que transcurre el vídeo; algunas fuman y otras ríen o simplemente hacen gestos mientras son enfocadas. En la segunda parte aparece Calamaro en el interior de una limusina; sostiene con una mano un regalo y más adelante una filmadora con la que captura escenas de su recorrido en el automóvil. Finalmente se observa al protagonista parado frente al mar, arrojando un regalo que es enfocado al final del videoclip.

## Recepción
Tanto el sencillo como el álbum en solitario fueron aclamados por el público. La canción como tal es considerada como la más representativa y conocida del artista y el videoclip cuenta con más de 100 millones de visitas en YouTube.
En 2006, la banda argentina de reggae y ska Los Pericos publicó su versión de la canción.
El 15 de mayo de 2017, durante la gira «Licencia para cantar» en la ciudad de Lima, el cantautor argentino publicó una versión acústica del tema. En este nuevo formato destacan el sonido del piano, el contrabajo y las percusiones.

## Polémica
El 5 de febrero de 2015, la modelo y presentadora uruguaya Patricia Wolf declaró para El Observador TV que nunca le fue pagada su participación en el videoclip del músico argentino. Al respecto, la modelo dijo: Fui a la productora, con un grupo de modelos, imponentes todas. Yo dije: acá marcho. Me eligieron y después durante el rodaje fui como una de las que pegó más onda con él, entonces la cámara iba robando todas las situaciones.
A pesar de nunca haber recibido su remuneración por aparecer en el vídeo, la modelo asegura que perdona al artista porque ama su trabajo y le admira como persona.

## Significado
En una entrevista con Jaime Bayly para un programa televisivo, Calamaro declaró:

Flaca es una canción que tiene un desarrollo instrumental con muy pequeños movimientos, porque gira sobre la misma armonía, es monótona y al final tiene un cambio en la armonía que se vuelve un poco más compleja dentro de los mismos acordes y a través de las nuevas notas y colores que tiene la armonía es donde empiezan a sonar los instrumentos y la voz de la última melodía, para mí es una canción que tiene más importancia en lo musical que en lo lírico.
Flaca puede entenderse como la sarta de mentiras 'inocentes' que uno dice por amor, querer decir una y terminar diciendo todo lo contrario: no me mientas, no me digas la verdad.
Andrés Calamaro

también recalco mucho la Autoría de Raúl Romero (Cantante Peruano) quien es el autor de esta Canción, quien medio para interpretarla, solamente hicimos algunos arreglos.